# William Freeman Vilas
William Freeman Vilas (Chelsea, 1840. július 9. – Madison, 1908. augusztus 27.) az Amerikai Egyesült Államok szenátora (Wisconsin, 1891–1897).